# Eoholaster
Eoholaster is een geslacht van uitgestorven zee-egels uit de familie Pseudholasteridae.

## Soorten
- Eoholaster poslavskae Solovjev, 1989 † Berriasien van Oekraïne.
- Eoholaster laffittei (Devries, 1960) † Berriasien van Algerije.